# Nick du Toit
Nicolaas Servaas "Nick" du Toit est un ancien trafiquant d'armes sud-africain, ancien mercenaire et ancien officier du 32e Bataillon et du 5e commando de reconnaissance de l'armée sud-africaine. 

## Biographie
Il a été impliqué dans la tentative de coup d'État de 2004 en Guinée équatoriale visant à renverser Teodoro Obiang en Guinée équatoriale.
Il fut jugé à Malabo, avec dix huit autres complices, accusés d'être l'échelon précurseur d'un groupe de 70 mercenaires. L'avocat général a requis la peine de mort pour l'ensemble des individus. Tous furent reconnus coupables, mais la peine fut commuée en peine de prison à perpétuité. Nick du Toit fut condamné à 34 ans de prison ferme, à passer dans le pénitencier de Black Beach, à Malabo.
Son rôle dans le coup d'État aurait été, selon les accusations,  de fournir les mercenaires en armes, telles que AK-47, RPG, fusils mitrailleurs PK, et  mortiers, ainsi que de sécuriser la tour de contrôle de l'aéroport de Malabo. Il devait également y changer la fréquence radio pour établir la communication avec un avion arrivant du Zimbabwe, transportant d'autres mercenaires. Après sa capture, il est apparu à la télévision sud-africaine, annonçant l'échec du coup d'état et révélant le nom de ses principaux complices. Sa femme a déclaré que son mari avait subi des tortures, y compris des chocs électriques et des coups.
Une grâce présidentielle lui a été accordée par le Président équatorien Obiang le 3 novembre 2009. Il a été relâché avec ses camarades Sergio Fernando Patricio Cardoso, Jose Passocas Domingos et Georges Olympic Nunez Alerson. Simon Mann fut également relâché, et retourna en Angleterre le 6 novembre 2009.